# Louise-Victorine Ackermann

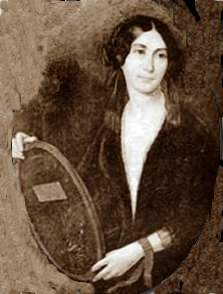
Louise-Victorine Ackermann

Louise-Victorine Ackermann, geb. Choquet (* 30. November 1813 in Paris; † 3. August 1890 in Nizza) war eine französische Schriftstellerin und Mitglied der Parnassiens.

## Leben
Mit 16 Jahren kam Ackermann 1829 auf ein Lyzeum nach Paris und neun Jahre später begann sie ein Germanistikstudium an der Humboldt-Universität zu Berlin. Während ihres Aufenthalts in Berlin lernte sie den elsässischen Philologen Paul Ackermann kennen und heiratete ihn 1843.
Als ihr Ehemann am 26. Juli 1846 unerwartet starb, ließ sich Ackermann in Nizza nieder und lebte dort rund 25 Jahre im Haushalt einer ihrer Schwestern. Kurz nach Kriegsende ging sie zurück nach Paris, wo sie schon bald Anschluss an die Parnassiens fand. Alphonse Lemerre konnte sie dann auch zur Mitarbeit an der später berühmt gewordenen Anthologie Le Parnasse contemporain gewinnen.

## Rezeption
Ackermanns frühe Erzählungen können der Phantastik zugeordnet werden, wohingegen ihre Lyrik sich eher dem Pessimismus Arthur Schopenhauers und Alfred de Vignys annähern.
Ihre Mitarbeit bzw. ihre Veröffentlichungen in Zeitschriften wie Revue des Deux Mondes, Mercure de Paris und anderen Periodika machten sie sehr schnell auch überregional bekannt.

## Werke (Auswahl)
- Contes. 1855
- Premières poésies. 1862
- Le déluge. 1876
- Pensées d'une solitaire. 1882